# Lãi kép
Lãi suất kép là việc cộng dồn lãi suất vào tổng số tiền gốc của một khoản vay hoặc tiền gửi, hay nói cách khác, là lãi suất trên lãi suất (thay vì lãi đơn chỉ tính trên số nợ gốc). Đó là kết quả của việc tái đầu tư lãi suất thay vì chi trả nó, để lãi suất trong kỳ tiếp theo được tính trên tổng số tiền gốc cộng với lãi suất đã tích lũy trước đó. Lãi suất kép có thể dẫn đến sự tăng trưởng hoặc suy giảm mũ của số tiền gốc. Lãi kép hiểu đơn giản là "lãi mẹ đẻ lãi con", "lãi cộng dồn theo cấp số nhân", lãi suất cắt cổ (là một kiểu tính lời khi cho vay nặng lãi). Một tài khoản ngân hàng, ví dụ, có thể có lãi kép hàng năm: trong trường hợp này, một tài khoản với 1000 đô-la tiền vốn gốc ban đầu và lãi suất 20% mỗi năm sẽ có số dư 1200 đô-la vào cuối năm đầu tiên, 1440 đô-la vào cuối năm thứ hai, và cứ như vậy.

Hiệu quả của việc hưởng tiền lãi hàng năm 20% trên một đầu tư ban đầu 1.000 đô-la với các tần suất tính lãi kép khác nhau

Để xác định một lãi suất đầy đủ, và cho phép so sánh nó với các lãi suất khác, lãi suất và tần suất tính lãi kép phải được cung cấp. Vì hầu hết mọi người thích nghĩ về lãi suất này như là một tỷ lệ phần trăm hàng năm, nhiều chính phủ yêu cầu các tổ chức tài chính cung cấp mức lãi suất kép hàng năm tương đương trên tiền gửi hoặc tiền ứng trước.
Ví dụ, lãi suất hàng năm cho một khoản vay với lãi vay 1% mỗi tháng là khoảng 12,68% một năm (1.0112 − 1).
Lãi suất hàng năm tương đương này có thể được gọi là tỷ lệ phần trăm hàng năm (APR), lãi suất tương đương hàng năm (AER), lãi suất hiệu quả, lãi suất hàng năm hiệu quả, và các thuật ngữ khác. Khi một khoản phí đã được tính trước để có được một khoản vay, APR thường tính rằng chi phí cũng như lãi kép trong việc chuyển đổi sang lãi suất tương đương. Những yêu cầu chính phủ này hỗ trợ người tiêu dùng để so sánh chi phí thực tế của khoản vay dễ dàng hơn.
Đối với bất kỳ lãi suất nhất định và tần suất kép nào, đều có một lãi suất "tương đương" cho một tần suất kép khác nào đó tồn tại.
Lãi kép có thể được đối chiếu với lãi đơn, trong đó tiền lãi không được nhập tiền gốc (không có lãi kép). Lãi kép là tiêu chuẩn trong tài chính và kinh tế, và lãi đơn được sử dụng thường xuyên (mặc dù các sản phẩm tài chính nhất định có thể chứa các thành phần của lãi đơn).

## Thuật ngữ
Tác động của việc tính lãi kép phụ thuộc vào tần suất mà tiền lãi được tính lãi kép và lãi suất định kỳ được áp dụng. Vì vậy, để xác định chính xác số tiền phải trả theo hợp đồng pháp lý với tiền lãi, tần suất tính lãi kép (hàng năm, nửa năm, hàng quý, hàng tháng, hàng ngày, vv) và lãi suất phải được xác định. Các quy ước khác nhau có thể được sử dụng giữa các nước, nhưng trong tài chính và kinh tế học các tập quán sau đây là phổ biến:
Lãi suất định kỳ: tiền lãi mà được tính phí (và được hợp gốc sau đó) cho từng giai đoạn, chia cho số tiền gốc. Lãi suất định kỳ được sử dụng chủ yếu cho các tính toán, và hiếm khi được sử dụng để so sánh.
Lãi suất danh nghĩa hàng năm hoặc lãi suất danh nghĩa được định nghĩa là lãi suất định kỳ nhân với số thời kỳ tính lãi kép mỗi năm. Ví dụ, một lãi suất hàng tháng là 1% tương đương với lãi suất danh nghĩa hàng năm là 12%.
Lãi suất hàng năm hiệu quả: điều này phản ánh lãi suất này hiệu quả như nếu việc tính lãi kép hàng năm được áp dụng: nói cách khác, nó là tổng số tiền lãi cộng dồn mà có thể được trả đến cuối của một năm, chia cho số tiền gốc.
Các nhà kinh tế thường thích sử dụng lãi suất hàng năm hiệu quả để cho phép so sánh. Trong tài chính và thương mại, lãi suất hàng năm danh nghĩa tuy nhiên có thể là một trích dẫn thay thế. Khi trích dẫn cùng với tần suất tính lãi kép, một khoản vay với lãi suất hàng năm danh nghĩa đã cho được xác định đầy đủ (ảnh hưởng của tiền lãi suất đối với một kịch bản cho vay cụ thể có thể được xác định chính xác), nhưng lãi suất danh nghĩa không thể được so sánh trực tiếp với các khoản vay có tần suất tính lãi kép khác nhau.
Các khoản vay và tài trợ có thể có các tính phí "không lãi" khác, và các thuật ngữ trên không cố gắng để nắm bắt những sự khác biệt này. Các thuật ngữ khác như tỷ lệ phần trăm hàng năm và lợi suất phần trăm hàng năm có thể có các định nghĩa hợp pháp cụ thể và có thể hoặc không thể được so sánh, tùy thuộc vào thẩm quyền.
Việc sử dụng các thuật ngữ trên (và các thuật ngữ tương tự khác) có thể là không phù hợp, và thay đổi theo tùy chỉnh địa phương hoặc nhu cầu tiếp thị, cho đơn giản hoặc vì các lý do khác.

### Các ngoại lệ
- Tín phiếu T của Mỹ và Canada (nợ Chính phủ ngắn hạn) có một quy ước khác. Tiền lãi của chúng được tính là (100 − P)/ Pbnm, ở đây P là giá thanh toán. Thay vì bình thường hóa nó cho một năm, tiền lãi được tính tỷ lệ theo số ngày t: (365/t)×100. (Xem quy ước tính ngày).
- Lãi vay trên trái phiếu doanh nghiệp và trái phiếu chính phủ thường phải trả hai lần mỗi năm. Số tiền lãi thanh toán (mỗi sáu tháng) là lãi suất công bố chia cho hai (nhân với số tiền gốc). Lãi suất gộp hàng năm là cao hơn mức công bố.
- Các cho vay thế chấp Canada nói chung là tính lãi kép nửa năm với các khoản thanh toán hàng tháng (hoặc thường xuyên hơn).[1]
- Các cho vay thế chấp Mỹ sử dụng một cho vay trả góp, tiền lãi không tính kép. Với các khoản vay này, một lịch trình trả góp được sử dụng để xác định cách áp dụng các thanh toán đối với số tiền gốc và lãi vay. Tiền lãi tạo ra trên các khoản vay này không được thêm vào số tiền gốc, nhưng thay vào đó được trả hết hàng tháng như các thanh toán được áp dụng.
- Đôi khi để đơn giản trong toán học, ví dụ trong định giá trị các phái sinh để sử dụng  lãi kép liên tục, nó là giới hạn khi số thời kỳ tính lãi kép tiến tới không. Việc tính lãi kép liên tục trong định giá các công cụ này là một hệ quả tự nhiên của tính toán Itō, trong đó các phái sinh có giá trị ở tần suất ngày càng tăng, cho đến khi giới hạn được tiếp cận và phái sinh có giá trị trong thời gian liên tục.

## Tính toán

### Tính giản lược
Công thức được thể hiện chi tiết hơn tại giá trị thời gian của tiền.
Trong các công thức dưới đây, i là lãi suất hiệu quả cho mỗi thời kỳ. FV và PV đại diện cho các giá trị tương lai và hiện tại của một khoản tiền. n đại diện cho số giai đoạn.
Đây là những công thức cơ bản nhất:
{\displaystyle FV=PV(1+i)^{n}\,}
Công thức trên tính toán giá trị tương lai (FV) của giá trị hiện tại của một đầu tư (PV) tích lũy với lãi suất cố định (i) cho n giai đoạn.
{\displaystyle PV={\frac {FV}{\left(1+i\right)^{n}}}\,}
Công thức trên tính toán giá trị hiện tại (PV) sẽ cần là bao nhiêu để tạo ra một giá trị nhất định trong tương lai (FV) nếu lãi suất (i) dồn tích cho n giai đoạn.
{\displaystyle i=\left({\frac {FV}{PV}}\right)^{\frac {1}{n}}-1}
Công thức trên tính toán lãi suất kép đạt được nếu đầu tư ban đầu PV cho ra giá trị của FV sau n giai đoạn dồn tích.
{\displaystyle n={\frac {\log(FV)-\log(PV)}{\log(1+i)}}}
Công thức trên tính toán số lượng thời kỳ cần thiết để có được FV từ PV đã cho và lãi suất (i). Hàm lô-ga-rít có thể ở bất kỳ cơ số nào, ví dụ lô-ga-rít tự nhiên (ln), miễn là các cơ số phù hợp được sử dụng trong suốt tất cả các tính toán.

### Lãi kép
Công thức tính lãi kép hàng năm là 
{\displaystyle A=P\left(1+{\frac {r}{n}}\right)^{nt}}
Ở đây,
- A = giá trị tương lai
- P = số tiền gốc (đầu tư ban đầu)
- r = lãi suất danh nghĩa hàng năm
- n = số lần tiền lãi được nhập gốc mỗi năm
- t = số năm tiền được mượn

Ví dụ sử dụng: Số tiền 1500.00 đô-la được gửi tại một nhà băng chi trả lãi suất hàng năm 4.3%, được nhập gốc hàng quý. Tính số dư sau 6 năm.
A. Sử dụng công thức bên trên, với P = 1500, r = 0.043 (4.3%), n = 4, và t = 6:
{\displaystyle A=1500\left(1+{\frac {0.043}{4}}\right)^{4\times 6}=1938.84}
Như vậy, số dư sau 6 năm xấp xỉ 1,938.84 đô-la.
Lãi kép có thể được tính bằng cách trừ số tiền gốc khỏi số dư này.

### Tính lãi kép định kỳ
Hàm số lượng cho lãi kép là một hàm mũ theo thời gian.
{\displaystyle A(t)=A_{0}\left(1+{\frac {r}{n}}\right)^{\lfloor nt\rfloor }}
- {\displaystyle t} = Tổng thời gian theo năm
- {\displaystyle n} = Số thời kỳ tính lãi kép mỗi năm (lưu ý rằng tổng số thời kỳ tính lãi kép là {\displaystyle n\cdot t})
- {\displaystyle r} = Lãi suất hàng năm danh nghĩa biểu diễn dưới dạng thập phân. chẳng hạn: 6% = 0.06
- {\displaystyle \lfloor nt\rfloor } có nghĩa là nt được làm tròn xuống giá trị nguyên gần nhất.

Khi n tăng lên, tỉ lệ này tiến tới giới hạn trên của er − 1. Tỉ lệ này được gọi là lãi kép liên tục, xem bên dưới.
Vì số tiền gốc A(0) chỉ đơn giản là một hệ số, nó thường được bỏ đi cho đơn giản, và hàm tích lũy kết quả được sử dụng trong lý thuyết tiền lãi thay thế. Các hàm tích lũy cho lãi đơn và lãi kép được liệt kê dưới đây:
{\displaystyle a(t)=1+tr\,}
{\displaystyle a(t)=\left(1+{\frac {r}{n}}\right)^{nt}}
Lưu ý: A(t) là hàm số lượng và a(t) là hàm tích lũy.
Một cách khác dễ hiểu hơn đó là: Gửi tiền vào ngân hàng, ngoài thể thức lãi đơn (tức là tiền lãi của kì trước không được tính vào vốn của kì kế tiếp, nếu đến kì hạn người gửi không rút tiền lãi ra), còn có thể thức lãi kép định kình. Theo thể thức này, nếu đến kì hạn người gửi không rút tiền ra thì tiền lãi được tính vào vốn của kì kế tiếp. Nếu một người gửi số tiền A với lãi suất r mỗi kì thì dễ thấy sau N kì số tiền người đó thu được cả vốn lẫn lãi là:
{\displaystyle C=A(1+n)^{N}}
(Có thể chứng minh bằng quy nạp theo N).

#### Chứng minh công thức:
Bài toán: Một người gửi vào ngân hàng số tiền là a đồng, với lãi suất hàng tháng là r. Tính số tiền cả vốn lẫn lãi mà người đó nhận được sau n tháng? 
Giải:
https://www.mathvn.com/2017/08/cong-thuc-lai-kep-trong-bai-toan-lai.html#google_vignette
Ví dụ sử dụng:

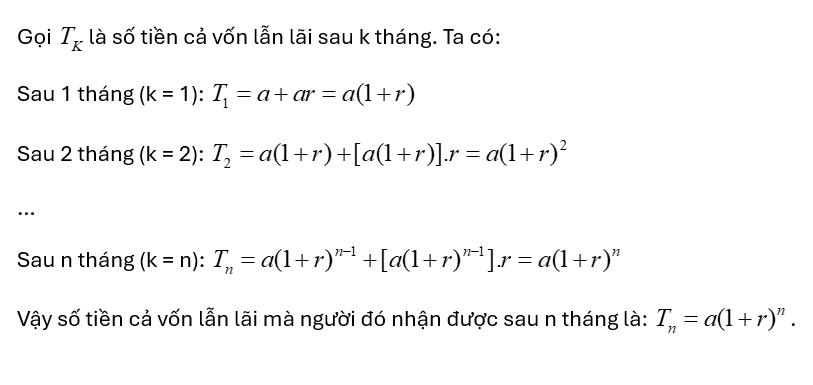
Chứng minh công thức lãi kép định kỳ.

Theo thể thức lãi kép định kỳ, một người gửi 10 triệu đồng vào ngân hàng.
a. Nếu theo kì hạn 1 năm với lãi suất 7,56%/năm thì sau 2 năm người đó thu được số tiền là:
{\displaystyle 10.(1+0,0756)^{2}\approx 11,569} (triệu đồng).
b. Nếu theo kì hạn 3 tháng với lãi suất 1,65% một quý thì sau 2 năm người đó thu được số tiền là:
{\displaystyle 10.(1+0,0165)^{8}\approx 11,399} (triệu đồng).

##### Một số hệ quả và ứng dụng thực tiễn khác:

###### Sự tăng trưởng dân số:
Nếu {\displaystyle N_{0}} là dân số của một nước năm ban đầu và mỗi năm tỷ lệ tăng trưởng dân số trung bình của nước đó là r%/năm thì dân số của nước đó sau n năm được tính theo công thức: {\displaystyle N=N_{0}(1+r)^{n}}.
Sự tăng trưởng dân số còn có thể được tính theo thể thức của lãi kép liên tục.

###### Sự hao mòn tài sản:
Một tài sản có giá trị ban đầu là {\displaystyle H_{0}}, cứ sau 1 năm thì giá trị của tài sản đó giảm đi r%/năm thì sau n năm, giá trị còn lại của tài sản đó được xác định bằng công thức: {\displaystyle H=H_{0}(1-r)^{n}}.

###### Diện tích rừng tăng hoặc giảm:
Một khu rừng có diện tích ban đầu là {\displaystyle T_{0}}, cứ sau 1 năm thì giá trị của khu rừng đó tăng thêm (hoặc giảm đi) r%/năm thì sau n năm, khu rừng có diện tích được xác định theo công thức là: {\displaystyle T=T_{0}(1\pm r)^{n}}.
Trong đó, khi tỷ lệ rừng tăng thêm hàng năm thì lấy dấu "+", còn giảm hàng năm thì lấy dấu "-".

###### Gửi tích lũy ngân hàng mỗi tháng một số tiền cố định:
Một người hàng tháng gửi vào ngân hàng số tiền là m triệu đồng. Biết lãi suất tiết kiệm của ngân hàng không đổi trong suốt quá trình gửi và bằng r%. Sau n tháng, tổng số tiền của người đó thu được xác định theo công thức:
{\displaystyle T=m(1+r){(1+n)^{n}-1 \over r}}.

###### Trả góp mỗi tháng số tiền cố định:
Một người vay số tiền là T, sau đúng 1 tháng kể từ ngày vay thì mỗi tháng người đó trả số tiền là m.
Số tiền người đó còn nợ sau n tháng là: {\displaystyle T(1+r)^{n}-m.{(1+r)^{n}-1 \over r}}.
Để trả hết nợ thì số tiền người đó còn nợ sau n tháng phải bằng 0. Tức là: {\displaystyle T(1+r)^{n}-m.{(1+r)^{n}-1 \over r}=0}, tương đương với: {\displaystyle m={T.(1+r)^{n}.r \over (1+r)^{n}-1}}.
Như vậy, số tiền mà người đó phải góp mỗi tháng để sau n tháng sẽ trả hết nợ được xác định theo công thức:
{\displaystyle m={T.(1+r)^{n}.r \over (1+r)^{n}-1}}.

### Tính lãi kép liên tục
Tính lãi kép liên tục có thể được coi như việc làm cho kỳ tính lãi kép cực nhỏ; do đó đạt được bằng cách lấy giới hạn của n tới vô cực. Người ta phải tham khảo ý kiến các định nghĩa của hàm số mũ cho chứng minh toán học của giới hạn này.
{\displaystyle A(t)=A_{0}e^{rt}}
hoặc: 
{\displaystyle A=Pe^{rt}}
hoặc:
{\displaystyle S=Ae^{Nr}}; (*)
Cụ thể hơn: Nếu đem gửi ngân hàng một số vốn ban đầu là A với lãi suất mỗi năm là r theo thể thức lãi kép thì sau N năm gửi số tiền thu về cả vốn lẫn lãi sẽ là {\displaystyle A(1+r)^{N}} (lãi kép định kỳ).
Giả sử ta chia mỗi năm thành m kì để tính lãi và giữ nguyên lãi suất mỗi năm là r thì lãi suất mỗi kì là {\displaystyle r\div m} và số tiền thu được sau N năm (hay sau Nm kì) là {\displaystyle A[1+{r\div m}]^{Nm}}.
Hiển nhiên, khi tăng số kì m trong một năm thì số tiền thu được sau N năm (tức Nm kì) cũng tăng lên theo. Tuy nhiên, nó không thể tăng lên vô hạn được.
Nhiều hiện tượng tăng trưởng (hoặc suy giảm) của tự nhiên và xã hội, chẳng hạn sự tăng dân số, cũng được tính theo công thức (*). Vì vậy, bên cạnh tên gọi là công thức lãi kép liên tục, công thức (*) còn có tên gọi là công thức tăng trưởng mũ.
Ví dụ thực tế: Sự tăng dân số được tính theo công thức (*), trong đó A là dân số của năm lấy làm mốc tính, S là dân số sau N năm, r là tỉ lệ tăng dân số hàng năm. Biết rằng tỉ lệ tăng dân số thế giới hàng năm là 1,32%, năm 1998, dân số thế giới vào khoảng 5926,5 triệu người. Khi đó, dự đoán dân số thế giới năm 2008 (10 năm sau) sẽ là:
{\displaystyle 5926,5.e^{10.0,0132}\approx 6762,8} (triệu người). 

#### Chứng minh công thức:[8]

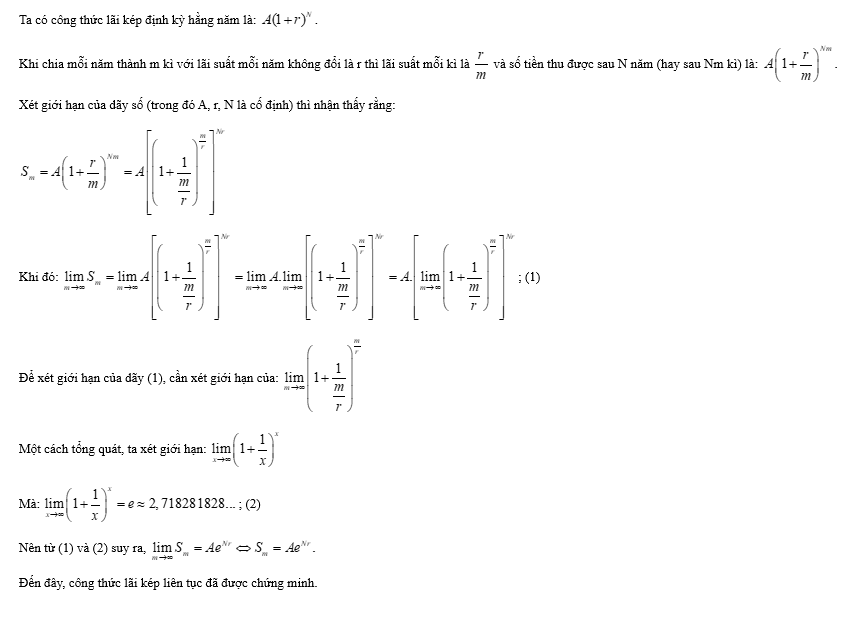
Chứng Minh Công Thức

Ví dụ sử dụng công thức: Với số vốn 100 triệu đồng gửi vào ngân hàng theo thể thức lãi kép liên tục, lãi suất 8%/năm thì sau 2 năm, số tiền thu về cả vốn lẫn lãi sẽ là: {\displaystyle 100.e^{2.0,08}\thickapprox 117,351087} (triệu đồng).

#### Sự tăng trưởng (hay suy giảm) mũ
Trong thực tế, nhiều hiện tượng tự nhiên, xã hội có tính chất tăng trưởng (hay suy giảm) tương tự như vấn đề lãi kép liên tục, chẳng hạn: vấn đề tăng trưởng dân số, vấn đề sinh sôi của vi trùng, vấn đề phân hủy của các chất phóng xạ,... các vấn đề trên được gọi là vấn đề tăng trưởng (hay suy giảm) mũ.
Về thực chất, sự tăng trưởng (hay suy giảm) mũ được đặc trưng bởi một hàm số mà đạo hàm của nó tại mỗi điểm đều tỉ lệ với giá trị của hàm số tại điểm đó với hệ số tỉ lệ không đổi, tức là hàm số: {\displaystyle y=f(x)} thõa mãn điều kiện:
{\displaystyle f'(x)=kf(x)}; (1)
(Xét trên một khoảng nào đó) trong đó k là một hằng số khác 0 nào đó. Số k được gọi là tỉ lệ tăng trưởng khi k > 0 và được gọi là tỉ lệ suy giảm khi k < 0.

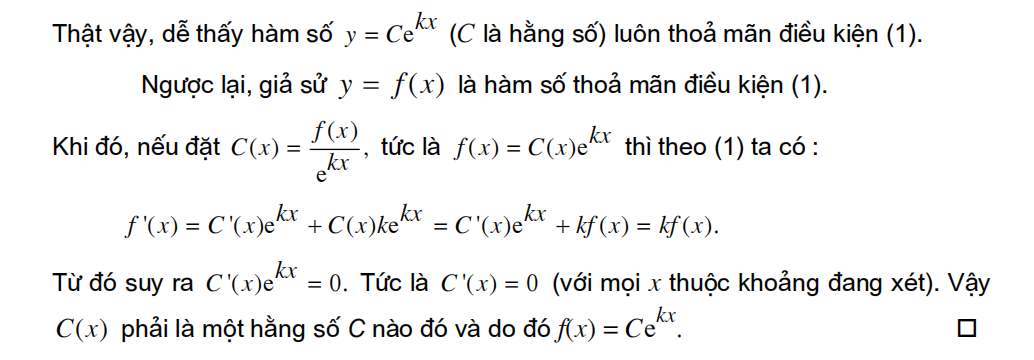

Ta sẽ chứng tỏ rằng hàm số {\displaystyle y=f(x)} thõa mãn điều kiện (1) khi và chỉ khi nó có dạng:
{\displaystyle y=Ce^{kx}}; (với C là hằng số tùy ý); (2)
Chứng minh: 
Dễ thấy {\displaystyle C} là giá trị của hàm số {\displaystyle f} tại {\displaystyle x=0} nên {\displaystyle C} còn được gọi là giá trị ban đầu. Trong công thức lãi kép liên tục thì giá trị ban đầu chính là số vốn ban đầu gửi vào ngân hàng {\displaystyle (C=A)}, {\displaystyle k} là lãi suất mỗi năm {\displaystyle (k=r)} và {\displaystyle x} là số năm gửi {\displaystyle (x=N).}

##### Một số ứng dụng trong thực tiễn:

###### Chu kỳ bán hủy (bán rã) của chất phóng xạ[10]
Trong công thức (2), nếu k < 0 thì hàm số {\displaystyle y=Ce^{kx}}mô tả sự suy giảm mũ. Một ví dụ điển hình cho sự suy giảm mũ là sự phân hủy các chất phóng xạ. 
Giả sử có một lượng phóng xạ ban đầu là {\displaystyle u_{0}}, lượng chất phóng xạ còn lại tại thời điểm t là:
{\displaystyle u(t)=u_{0}e^{kt}}
trong đó k < 0 là hệ số suy giảm (trong Vật lý, số {\displaystyle \left\vert k\right\vert } được gọi là hằng số phóng xạ)
Ta đặt {\displaystyle u_{1}=u(t_{1})} và {\displaystyle u_{2}=u(t_{2})} và xét tỉ số
{\displaystyle {u_{2} \over u_{1}}={u_{0}.e^{kt_{2}} \over u_{0}.e^{kt_{1}}}=e^{k(t_{2}-t_{1})}}.
Kết quả đó chứng tỏ rằng tỉ số giữa hai lượng phóng xạ còn lại tại hai thời điểm là {\displaystyle t_{2}}và {\displaystyle t_{1}}chỉ phụ thuộc vào hiệu số {\displaystyle t_{2}-t_{1}} mà thôi. Điều đó cho phép người ta đưa ra một khái niệm gọi là chu kì bán hủy (bán rã) của chất phóng xạ, đó là khoảng thời gian mà lượng chất phóng xạ phân hủy chỉ còn lại một nửa. Nói cách khác, chu kì bán rã là khoảng thời gian {\displaystyle s=t_{2}-t_{1}} sao cho
{\displaystyle {u_{2} \over u_{1}}={1 \over 2}=e^{ks}}; (3)
Từ (3) ta có {\displaystyle s={-ln2 \over k}} hay {\displaystyle k={-ln2 \over s}}. Như vậy, nếu biết chu kì bán rã của một chất phóng xạ thì ta cũng tính được hệ số suy giảm của chất phóng xạ đó. Chẳng hạn, chu kì bán rã của radium là 1550 năm nên hệ số suy giảm của radium là: {\displaystyle k={-ln2 \over 1550}\approx -0,000447}

###### Tăng trưởng của bèo:
Giả sử lượng bèo ban đầu là {\displaystyle T_{0}} và mỗi giờ lượng bèo tăng gấp 2 lần thì sau n giờ, lượng bèo sẽ là: {\displaystyle T=T_{0}.2^{n}}.
Một cách tổng quát: Nếu mỗi giờ lượng bèo tăng thêm k lần thì sau n giờ, lượng bèo sẽ là: {\displaystyle T=T_{o}.k^{n}}

###### Tăng trưởng của vi khuẩn:
Giả sử số lượng vi khuẩn ban đầu là A và số lượng vi khuẩn sau thời gian t là s(t), trong đó, tỷ lệ tăng trưởng của vi khuẩn là r (r >0). Như vậy, sau thời gian tăng trưởng là t, thì số lượng vi khuẩn được tính theo công thức là: 
{\displaystyle S(t)=A.e^{rt}}.

### Ảnh hưởng của tiền lãi
Trong toán học, các hàm tích lũy thường được biểu diễn trong các thuật ngữ của số e, cơ số của lô-ga-rít tự nhiên. Điều này tạo điều kiện cho việc sử dụng các phương pháp tính toán trong thao tác của công thức lãi vay.
Đối với một hàm tích lũy khả vi liên tục bất kỳ a(t) ảnh hưởng của tiền lãi, hoặc tổng quát hơn là Hoàn vốn kép lô-ga-rít hay hoàn vốn kép liên tục là một hàm theo thời gian được định nghĩa như sau: 
{\displaystyle \delta _{t}={\frac {a'(t)}{a(t)}}\,}
nó là tỷ lệ thay đổi theo thời gian của lô-ga-rít tự nhiên của hàm tích lũy.
Đảo lại: {\displaystyle a(n)=e^{\int _{0}^{n}\delta _{t}\,dt}\,} (vì {\displaystyle a(0)=1})
Khi công thức bên trên được viết trong dạng phương trình vi phân, ảnh hưởng của tiền lãi đơn giản là hệ số của số lượng thay đổi: {\displaystyle da(t)=\delta _{t}a(t)\,dt\,}
Đối với lãi kép với lãi suất hàng năm không đổi r, ảnh hưởng của tiền lãi là một hằng số, và hàm tích lũy của lãi kép về khía cạnh ảnh hưởng của tiền lãi là lũy thừa đơn giản của số e: 
{\displaystyle \delta =\ln(1+r)\,} hoặc {\displaystyle a(t)=e^{t\delta }\,}
Ảnh hưởng của tiền lãi là ít hơn so với lãi suất thực hàng năm, nhưng nhiều hơn tỷ lệ chiết khấu hiệu quả hàng năm. Nó là đối ứng của thời gian e-folding. Xem thêm ký hiệu của lãi suất.
Một cách mô hình hóa ảnh hưởng của lạm phát là với công thức của Stoodley: {\displaystyle \delta _{t}=p+{s \over {1+rse^{st}}}} ở đây p, r và s được ước tính. 

### Cơ sở tính lãi kép
Để chuyển đổi một lãi suất từ một cơ sở lãi kép này sang một cơ sở lãi kép khác, công thức sau đây được áp dụng:
{\displaystyle r_{2}=\left[\left(1+{\frac {r_{1}}{n_{1}}}\right)^{\frac {n_{1}}{n_{2}}}-1\right]n_{2}}
ở đây
r1 là lãi suất quy định với tần suất tính lãi kép n1 và 
r2 là lãi suất quy định với tần suất tính lãi kép n2.
Khi tiền lãi được tính lãi kép liên tục:
{\displaystyle R=n\ln {\left(1+r/n\right)}}
ở đây
R là lãi suất trên một cơ sở tính lãi kép liên tục và
r là lãi suất quy định với tần suất tính lãi kép n.

### Trả tiền vay thế chấp hàng tháng
Tiền lãi cho vay thế chấp thường được tính lãi kép hàng tháng. Công thức cho các trả tiền hàng tháng được tìm thấy từ đối số sau đây.

#### Ký hiệu
- I = Lãi suất trên giấy tờ (biểu diễn dạng thập phân, như 12% là 0.12)
- i = Lãi suất hàng tháng = I/12 (như vậy APR = (1+i)^12 - 1)
- T = Kỳ hạn vay theo số năm
- Y= I•T
- X = ½ I•T = ½ Y
- n = 12•T = kỳ hạn theo tháng
- L = Số tiền gốc của khoản vay
- P = tiền trả hàng tháng

#### Công thức chính xác cho P
Một công thức chính xác cho trả tiền hàng tháng là
{\displaystyle P={\frac {Li}{1-{\frac {1}{(1+i)^{n}}}}}}
hoặc tương đương
{\displaystyle P={\frac {Li}{1-e^{-n\ln(1+i)}}}}
Điều này có thể được bắt nguồn bằng cách xem xét bao nhiêu tiền đã được trả để lại được thanh toán sau mỗi tháng. Sau tháng đầu tiên còn lại {\displaystyle L_{1}=(1+i)L-P}, tức là số tiền ban đầu đã gia tăng việc bớt trả tiền. Nếu toàn bộ khoản vay được tái trả tiền sau 1 tháng thì {\displaystyle L_{1}=0} nên {\displaystyle L={\frac {P}{1+i}}} Sau tháng thứ hai còn lại {\displaystyle L_{2}=(1+i)L_{1}-P}, đó là {\displaystyle L_{2}=(1+i)((1+i)L-P)-P}. Nếu toàn bộ khoản vay được trả lại sau 2 tháng thì {\displaystyle L_{2}=0} điều này tạo ra phương trình {\displaystyle L={\frac {P}{1+i}}+{\frac {P}{(1+i)^{2}}}}. Phương trình này khái quát hóa cho một kỳ hạn n tháng, {\displaystyle L=P\sum _{j=1}^{n}{\frac {1}{(1+i)^{j}}}}. Đây là tổng dãy số lũy thừa, cụ thể trong toán học là một chuỗi hình học (geometric series) hoặc một cấp số nhân (arithmetic sequence) có tổng 
{\displaystyle L={\frac {P}{i}}\left(1-{\frac {1}{(1+i)^{n}}}\right)}
khi đó, ta có thể biến đổi phương trình trên lại thành:
{\displaystyle P={\frac {Li}{1-{\frac {1}{(1+i)^{n}}}}}={\frac {Li}{1-e^{-n\ln(1+i)}}}}
Công thức này cho việc trả tiền hàng tháng trong vay thế chấp tại Hoa Kỳ là chính xác và là cái mà các ngân hàng sử dụng.

#### Công thức gần đúng cho P
Một công thức mà là chính xác để trong một vài phần trăm có thể được tìm thấy bằng cách lưu ý rằng đối với các lãi suất giấy tờ Hoa Kỳ điển hình ({\displaystyle I<8\%} và kỳ hạn T=10–30 năm), lãi suất giấy tờ hàng tháng là nhỏ so với 1: 
{\displaystyle i\ll 1} để {\displaystyle \ln(1+i)\approx i} tạo ra 
đơn giản hóa đối với
{\displaystyle P\approx {\frac {Li}{1-e^{-ni}}}={\frac {L}{n}}{\frac {ni}{1-e^{-ni}}}}
điều này cho thấy định nghĩa các biến phụ trợ
{\displaystyle Y\equiv ni=TI}
{\displaystyle P_{0}\equiv {\frac {L}{n}}}.
{\displaystyle P_{0}} là trả tiền hàng tháng được yêu cầu đối với trả hết khoản vay lãi vay bằng không trong {\displaystyle n} trả góp. Trong các điều kiện của các biến này xấp xỉ này có thể được viết
{\displaystyle P\approx P_{0}{\frac {Y}{1-e^{-Y}}}}
Hàm {\displaystyle f(Y)\equiv {\frac {Y}{1-e^{-Y}}}-{\frac {Y}{3}}} thậm chí còn: 
{\displaystyle f(Y)=f(-Y)} ngụ ý rằng nó có thể được mở rộng ngay cả trong các lũy thừa của {\displaystyle Y}.
Nó ngay lập tức sau đó {\displaystyle {\frac {Y}{1-e^{-Y}}}} có thể được mở rộng ngay cả trong các lũy thừa của {\displaystyle Y} cộng kỳ hạn đơn: {\displaystyle Y/2}
Nó sẽ chứng minh thuận tiện sau đó để xác định
{\displaystyle X={\frac {1}{2}}Y={\frac {1}{2}}IT}
do đó {\displaystyle P\approx P_{0}{\frac {2X}{1-e^{-2X}}}}
nó có thể khai triển thành:
{\displaystyle P\approx P_{0}\left(1+X+{\frac {X^{2}}{3}}-{\frac {1}{45}}X^{4}+\dots \right)}
khi ellipses cho thấy các điều mà là số mũ cao hơn thậm chí các lũy thừa của {\displaystyle X}. Biểu thức
{\displaystyle P\approx P_{0}\left(1+X+{\frac {X^{2}}{3}}\right)}
là hợp lệ để tốt hơn 1% được cung cấp {\displaystyle X\leq 1}.

#### Ví dụ
Cho một khoản vay thế chấp với kỳ hạn 30 năm và với lãi suất giấy tờ 4.5% chúng ta tìm được:
{\displaystyle T=30}
{\displaystyle I=0.045}
{\displaystyle X={\frac {1}{2}}IT={\frac {1}{2}}\times 0.045\times 30=0.675}
cho thấy rằng phương trình xấp xỉ với
{\displaystyle P\approx P_{0}\left(1+X+{\frac {1}{3}}X^{2}\right)}
là chính xác hơn một phần trăm đối với các điều kiện thế chấp điển hình của Mỹ vào tháng 1 năm 2009.
Công thức trở nên kém chính xác hơn đối với các lãi suất cao hơn và kỳ hạn dài hơn.
Cho một kỳ hạn vay 30 năm trên một khoản vay 120.000 đô-la và lãi suất giấy tờ 4.5% ta tìm được:
{\displaystyle L=120000}
{\displaystyle P_{0}={\frac {\$120,000}{360}}=\$333.33}
do đó:
{\displaystyle P\approx P_{0}\left(1+X+{\frac {1}{3}}X^{2}\right)=\$333.33(1+.675+.675^{2}/3)=\$608.96}
Số tiền thanh toán chính xác là {\displaystyle P=\$608.02} nên xấp xỉ này là giản ước quá mức khoảng 6%.

## Lịch sử
Tính lãi kép đã từng bị coi là loại cho vay nặng lãi tồi tệ nhất, và đã bị kết án nặng nề bởi luật pháp La Mã, cũng như thông luật của nhiều nước khác.
Trong một đoạn văn, Thánh Kinh chỉ ra việc tính tiền lãi theo cách sau đây:
“ Đừng lấy lãi nặng hoặc lãi vay từ anh ta; nhưng kính sợ Thiên Chúa của bạn, rằng anh trai của bạn có thể sống với bạn. Bạn sẽ không cho anh ta vay tiền của bạn với lãi nặng, và cũng không anh ta vay thức ăn của bạn để có lợi nhuận. ”— Leviticus 25:36-37   
Qur'an đề cập một cách rõ ràng đến lãi kép như một tội lớn. Cho vay nặng lãi (lãi suất áp bức), được biết đến trong tiếng Ả Rập là "riba", được coi là sai:
“ Hỡi những người tin! Nuốt không cho vay nặng lãi, tăng gấp đôi và gấp bốn lần (số tiền cho vay). Thực hiện nhiệm vụ của mình với Allah, để anh em có thể thành công.  ”— Qur'an 3:130    
Cuốn sách của Richard Witt Những câu hỏi số học, xuất bản năm 1613, là một bước ngoặt trong lịch sử của lãi kép. Nó đã được hoàn toàn dành cho đối tượng (trước đây gọi là anatocism), trong khi các nhà văn trước đó đã thường chỉ dành cho lãi kép chỉ trong một chương ngắn trong các sách giáo khoa toán học. Cuốn sách Witt đưa các bảng dựa trên 10% (lãi suất tối đa cho các khoản vay được phép) và các lãi suất khác cho các mục đích khác nhau, chẳng hạn như xác định giá trị hợp đồng thuê tài sản. Witt là một học giả toán học London và cuốn sách của ông là đáng chú ý cho rõ ràng của nó thể hiện, chiều sâu của cái nhìn sâu sắc và chính xác của tính toán, với 124 ví dụ đã làm việc.
Mặt khác, nhiều người trong giới tài chính, học thuật,... lại cho rằng lãi kép lại là một thứ tuyệt diệu và là một kì quan của thế giới:
Lãi kép là kỳ quan thứ tám của thế giới.— Albert Einstein.